# Arcidiocesi di Monaco e Frisinga

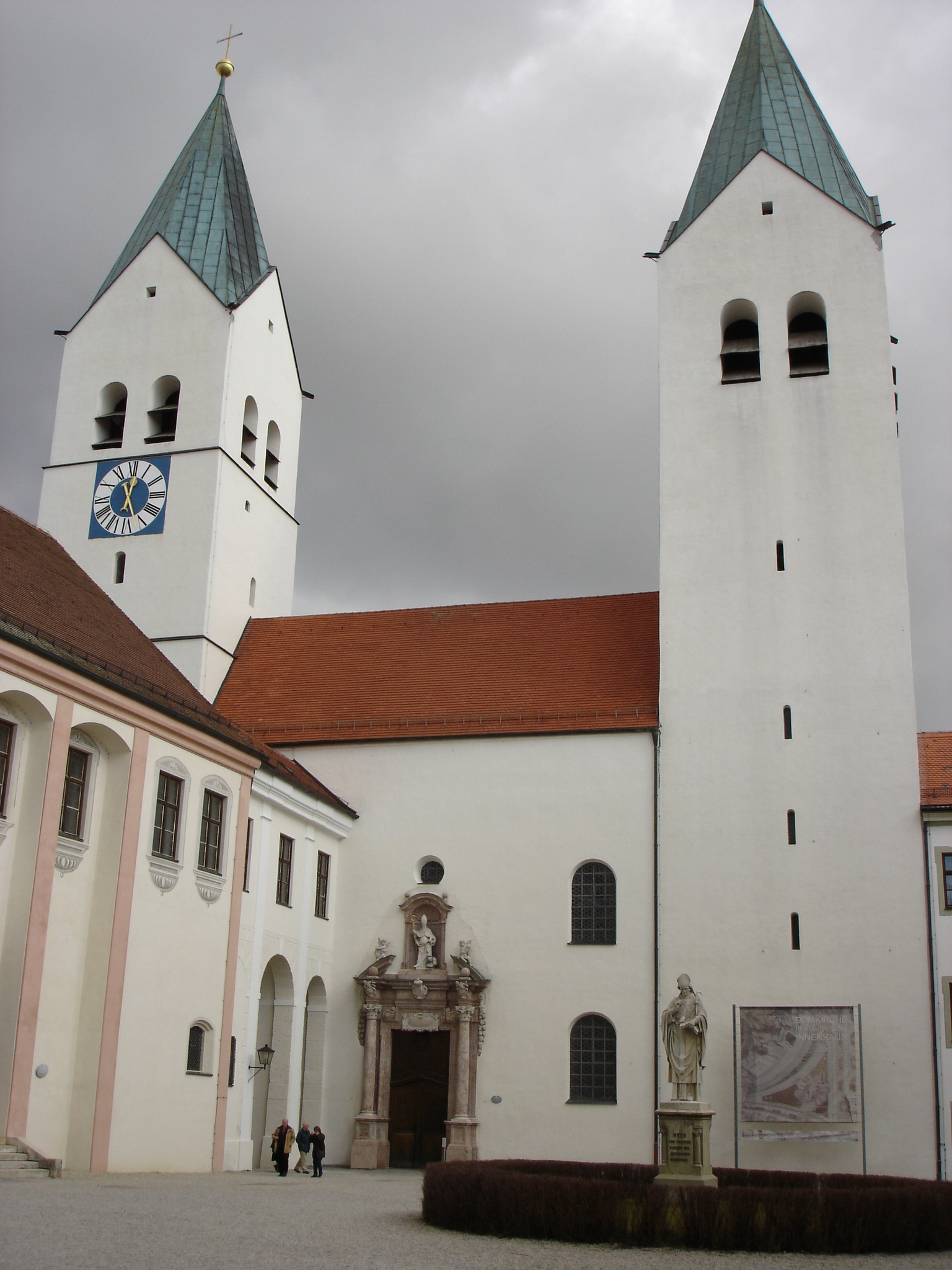
La chiesa concattedrale di Frisinga.

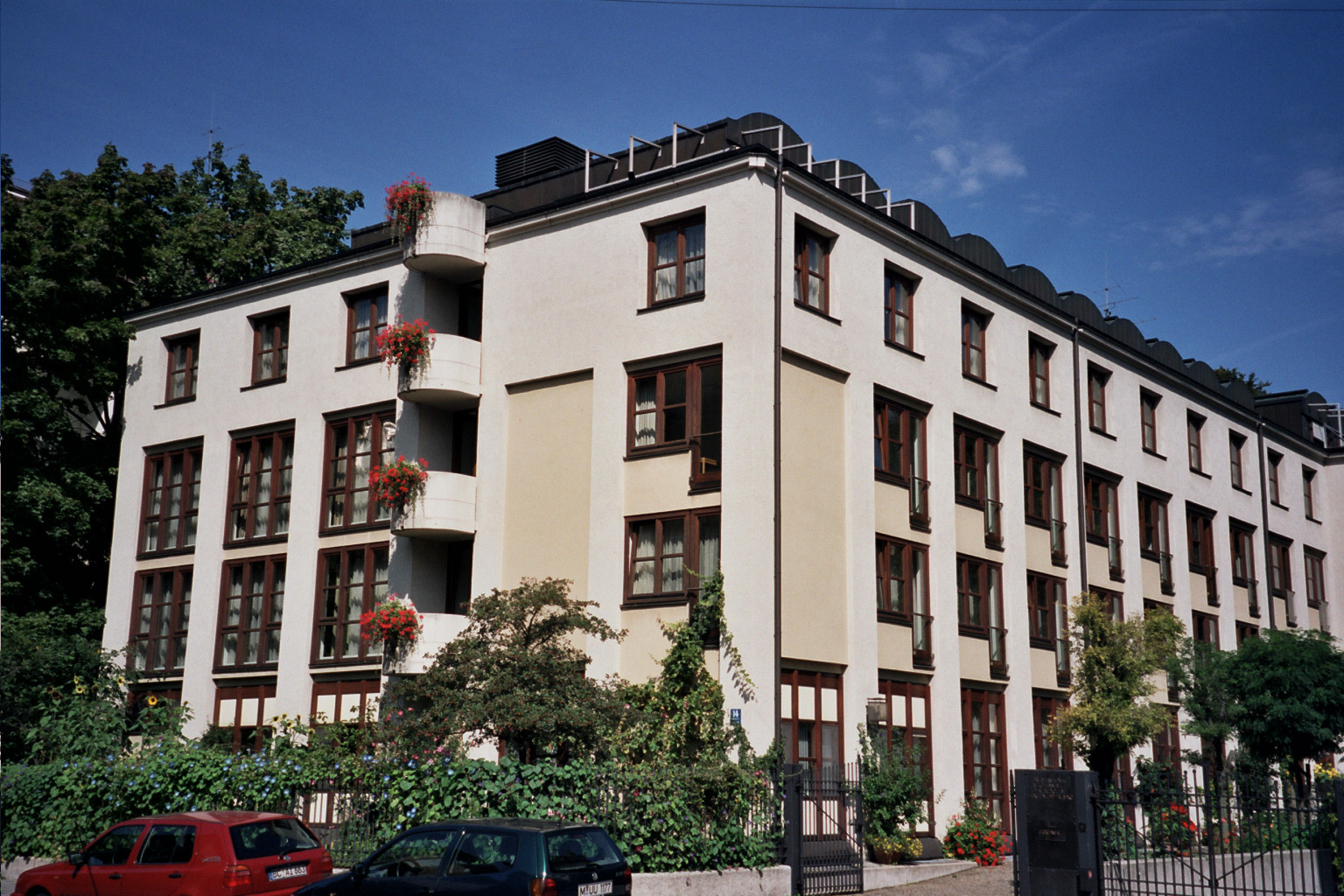
Il seminario arcivescovile "San Giovanni Battista" di Monaco.

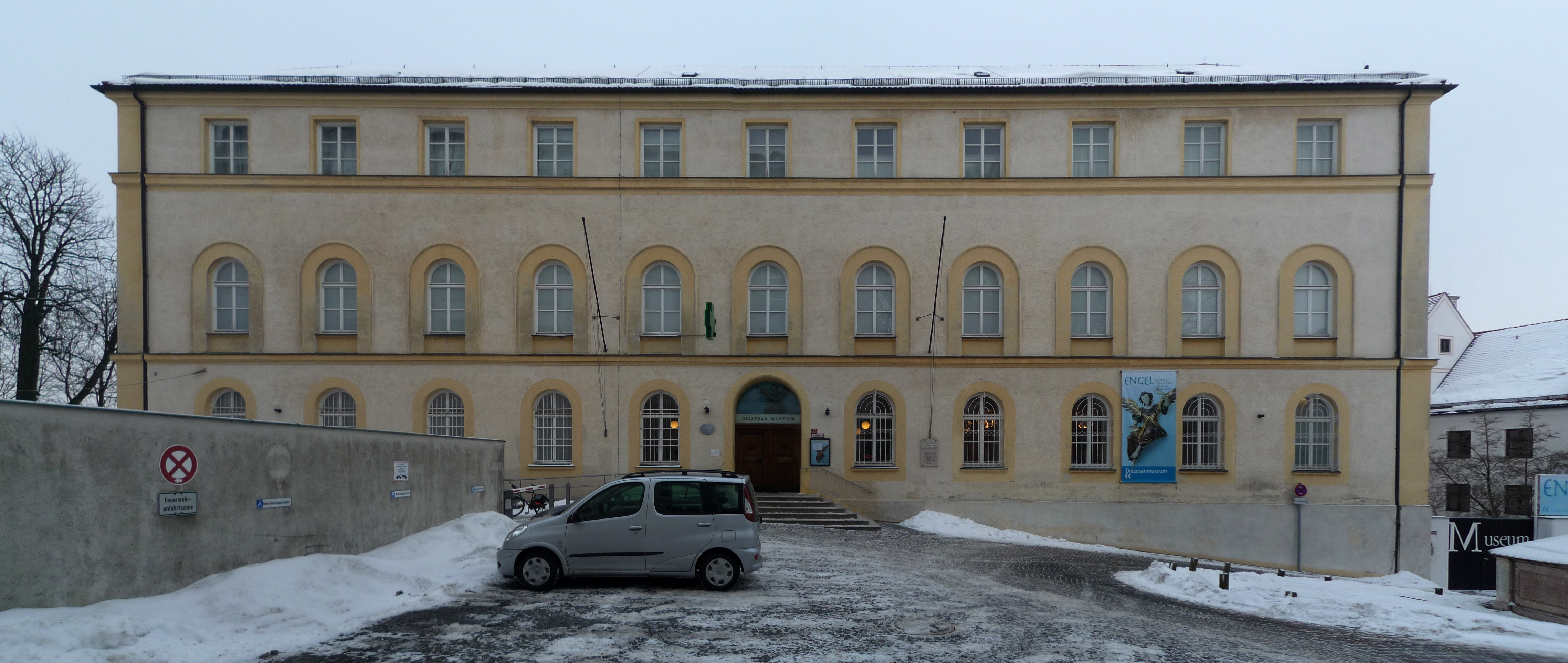
La sede del museo arcivescovile (Dombergmuseum).

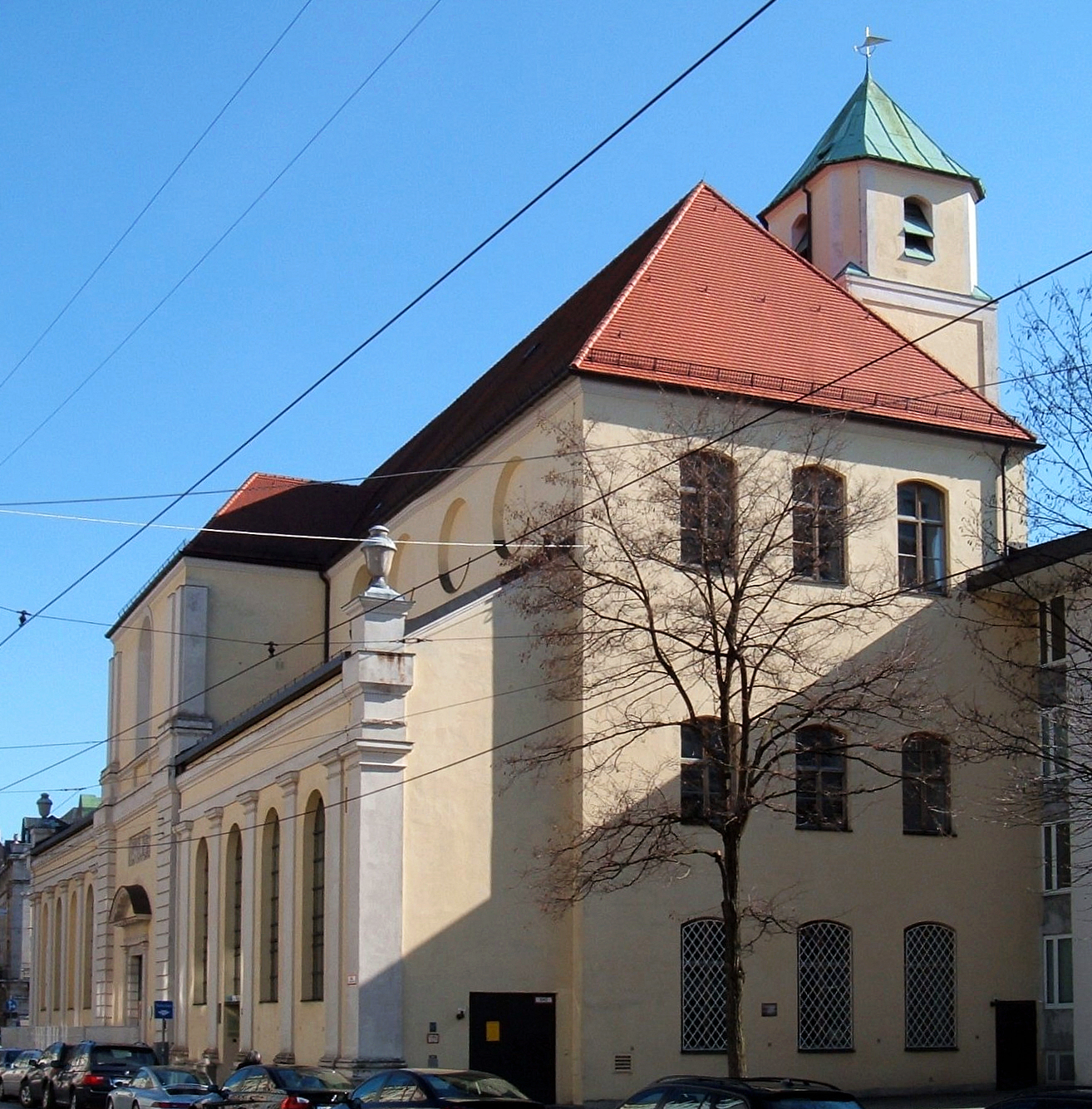
La sede dell'archivio storico dell'arcidiocesi e della biblioteca del capitolo dei canonici.

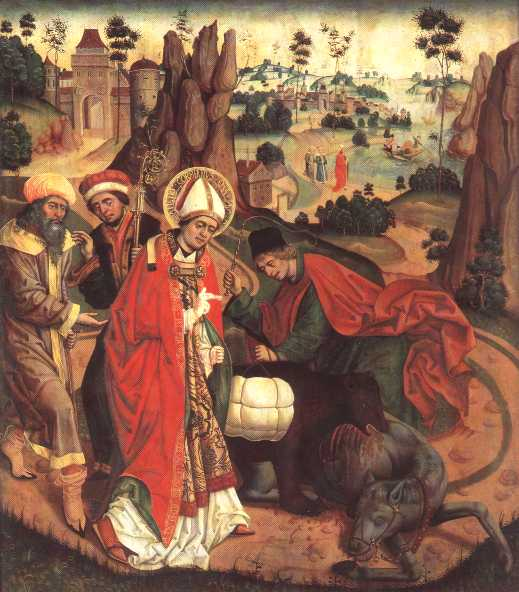
San Corbiniano dipinto da Jan Polack nel 1489.

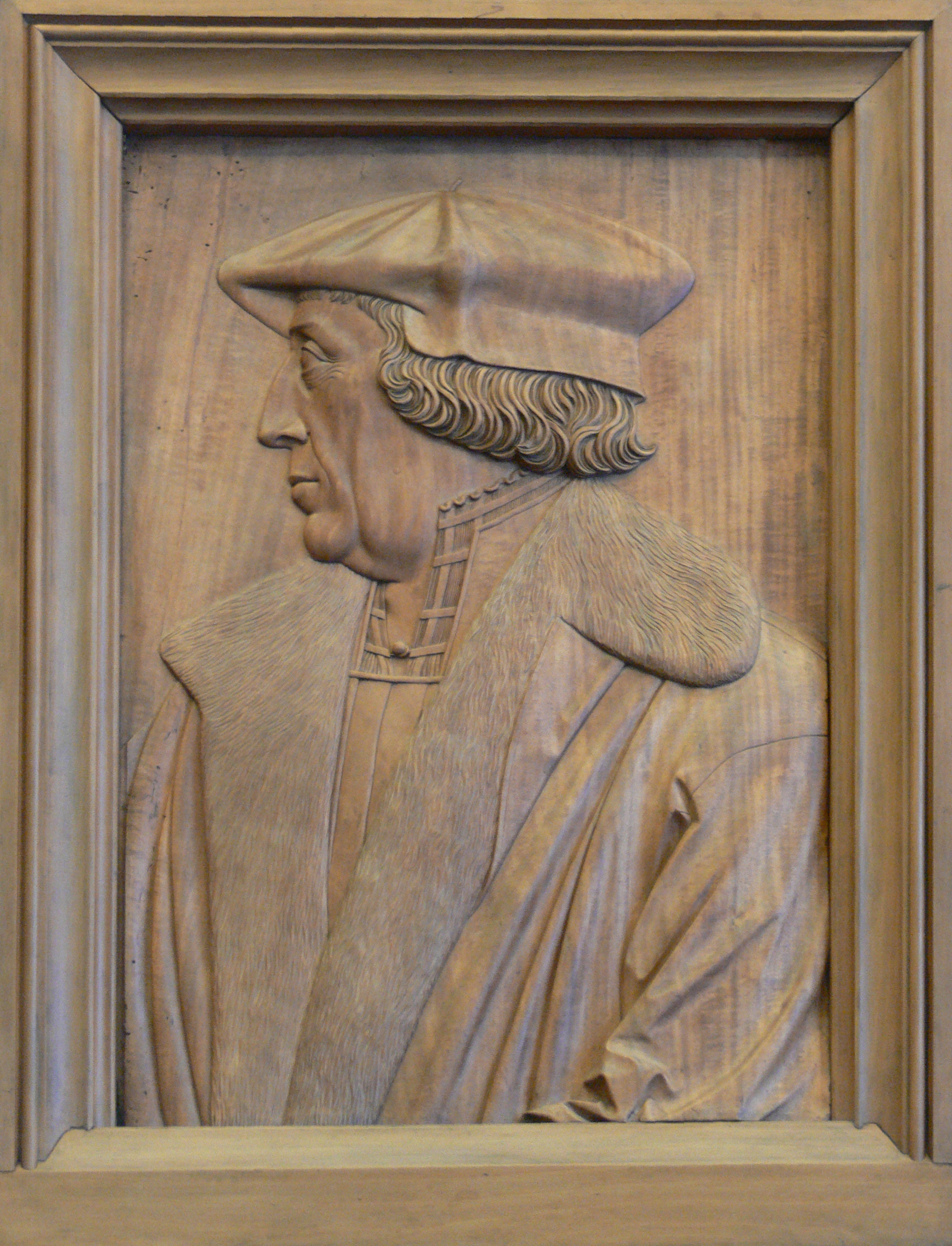
Philipp von der Pfalz (vescovo 1499-1551).

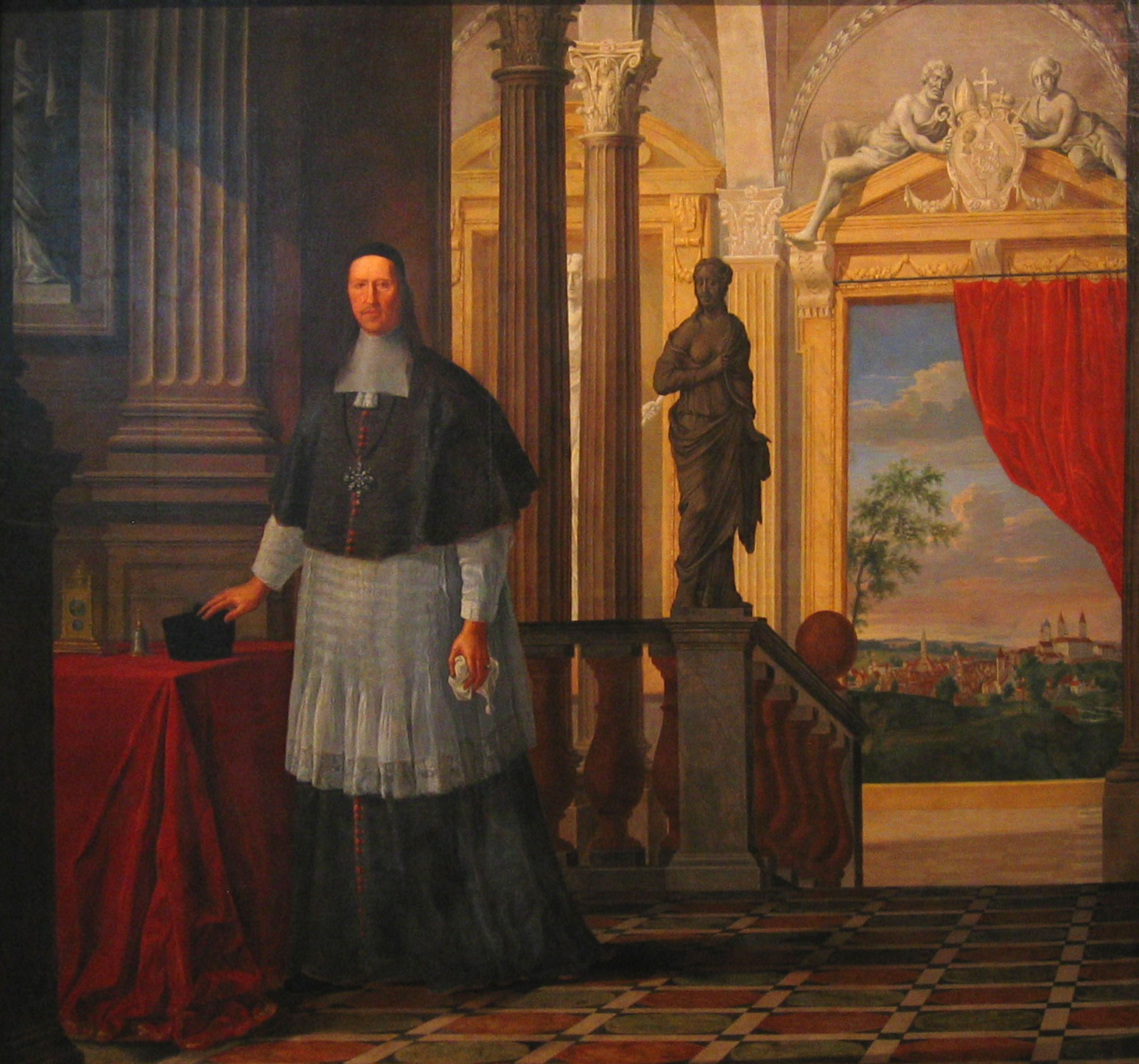
Alberto Sigismondo di Baviera (vescovo 1651-1685).

L'arcidiocesi di Monaco e Frisinga (in latino Archidioecesis Monacensis et Frisingensis) è una sede metropolitana della Chiesa cattolica in Germania. Nel 2023 contava 1.770.760 battezzati su 3.854.586 abitanti. È retta dall'arcivescovo cardinale Reinhard Marx.

## Territorio
L'arcidiocesi comprende parte della Baviera meridionale.
Sede arcivescovile è la città di Monaco di Baviera, dove si trova la cattedrale dedicata alla Vergine Maria (Frauenkirche). A Frisinga sorge la concattedrale di Santa Maria e San Corbiniano.
Nel territorio sono presenti anche quattro basiliche minori: la basilica dell'Assunta a Tuntenhausen, la basilica dell'Assunta e della Santa Croce a Scheyern, la basilica dei Santi Martino e Castulo a Landshut, e la basilica di Nostra Signora Assunta a Ettal.
Il territorio si estende su 12.082 km² e comprende 745 parrocchie, raggruppate in tre regioni pastorali e 40 decanati.

### Provincia ecclesiastica
La provincia ecclesiastica di Monaco e Frisinga, istituita nel 1818, comprende le seguenti suffraganee:
- diocesi di Augusta
- diocesi di Passavia
- diocesi di Ratisbona

## Storia
La regione della Baviera, in epoca romana, faceva parte della provincia della Raetia secunda, cristianizzata a partire dal IV secolo, ed era interamente sotto la giurisdizione dei vescovi di Augusta. La fine dell'impero romano e l'occupazione della tribù dei Bavari mise in crisi l'organizzazione ecclesiastica. I Bavari furono cristianizzati tra VI e VII secolo, anche se poco si conosce dei missionari che evangelizzarono il territorio in questo periodo.
Nell'anno 716 san Corbiniano vescovo giunse in Baviera per dare un'organizzazione alla Chiesa locale. Eresse un monastero su una collina presso Frisinga. L'organizzazione fu portata a termine da san Bonifacio, che eresse diverse diocesi nel 739, tra cui quella di Frisinga. Inizialmente era suffraganea dell'arcidiocesi di Magonza, ma nel 798 entrò a far parte della provincia ecclesiastica di Salisburgo.
Nel 769 il vescovo Atto (784-810), quando era abate di Scharnitz, fondò il monastero d'Innichen (San Candido), nel Tirolo meridionale, che all'epoca faceva parte della diocesi di Frisinga. Il monastero fu il punto di partenza di missionari bavaresi per l'evangelizzazione delle tribù slave, fino alla Pannonia, alla Boemia e alla Moravia. Quando nel IX secolo san Metodio giunse in Moravia, sorsero conflitti di giurisdizione su queste terre: il vescovo Anno di Frisinga (854-875) partecipò all'arresto di Metodio e al processo contro di lui.
Tra i vescovi del X secolo, si distinse in particolare la figura di Lamberto (938-957), venerato come santo dalla Chiesa cattolica (19 settembre). In un periodo difficile, a causa dell'incertezza causata dalle continue incursioni degli Ungari, a lui si attribuisce la liberazione dagli invasori. Seppe accrescere i beni della Chiesa di Frisinga, condurre scrupolosamente la gestione amministrativa e finanziaria della sua diocesi, costruire chiese e cappelle.
Altra figura di rilievo è il beato Ottone (1138-1158), che più di ogni altro vescovo seppe introdurre nella sua diocesi la riforma gregoriana, mirata in particolare a riformare il capitolo dei canonici della cattedrale, il clero e i monasteri.
Dal 1220 i vescovi di Frisinga furono riconosciuti ufficialmente dall'imperatore principi-vescovi dell'impero. Il territorio su cui i vescovi esercitavano il potere temporale e la piena sovranità, e che godeva dell'immediatezza imperiale, comprendeva diversi territori all'interno e all'esterno della diocesi: tra questi la città di Frisinga, la zona ad est del fiume Isar da Frisinga fino a Ismaning inclusa, la signoria di Burgrain e la contea di Werdenfels.
Tra XVI e XVIII secolo i vescovi di Frisinga furono titolari contemporaneamente di diverse sedi tedesche, prassi diffusa in questi secoli nei territori imperiali. Diversi vescovi si distinsero per le loro attività in campo culturale e artistico. Johann Franz Eckher von Kapfing (1696-1727) consacrò più di 170 chiese nel corso delle sue numerose visite pastorali, incaricò il benedettino Karl Meichelbeck di scrivere la Historia Frisingensis e fece restaurare la cattedrale nel 1724, in occasione del millenario della diocesi.
Con la fine del Sacro Romano Impero Germanico e la Reichsdeputationshauptschluss (1803), il principato ecclesiastico di Frisinga fu secolarizzato, mentre la diocesi visse un lungo periodo di sede vacante, durante il quale subì ingenti danni al suo patrimonio.
In seguito al concordato del 1817 tra il regno di Baviera e la Santa Sede, la sede vescovile fu trasferita a Monaco ed elevata al rango di arcidiocesi metropolitana con il nome attuale: alla nuova provincia ecclesiastica furono assegnate come suffraganee le diocesi bavaresi di Augusta, Passavia e Ratisbona. Queste disposizioni furono sancite il 1º aprile 1818 con la bolla Dei ac Domini Nostri di papa Pio VII, che prevedeva inoltre che la nuova arcidiocesi incorporasse tutti i territori bavaresi della soppressa diocesi di Chiemsee, e parte di quelli dell'arcidiocesi di Salisburgo e della prepositura di Berchtesgaden. La bolla stabilì in 360 il numero totale delle parrocchie dell'arcidiocesi.
Il primo arcivescovo, Lothar Anselm von Gebsattel, eletto nel febbraio 1818, dovette aspettare fino al 15 agosto 1821 per poter essere consacrato, a causa di contrasti sull'applicazione del concordato.
Il 9 febbraio 1914 acquisì una piccola porzione di territorio dalla diocesi di Augusta.

## Cronotassi dei vescovi
Si omettono i periodi di sede vacante non superiori ai 2 anni o non storicamente accertati.

### Vescovi di Frisinga
- San Corbiniano † (724 - 8 settembre 730 deceduto)[6]
- Erembert † (730 - 1º gennaio 749 deceduto)
- Giuseppe di Verona † (marzo 749 - 17 gennaio 764 deceduto)
- Aribo † (764 - 4 maggio 784 deceduto)
- Atto † (giugno 784 - 27 settembre 810 deceduto)
- Hitto, O.S.B. † (811 - 11 dicembre 834 deceduto)
- Erchanbert † (29 gennaio 835 - 11 gennaio 854 deceduto)
- Anno † (1º marzo 854 - 9 ottobre 875 deceduto)
- Arnold, O.S.B. † (4 dicembre 875 - 22 settembre 883 deceduto)
- Waldo † (19 ottobre 883 - 18 maggio 906 deceduto)
- Utto † (giugno 906 - 28 giugno 907 deceduto)
- Dracholf † (febbraio 908 - 24 maggio 926 deceduto)
- Wolfram † (10 dicembre 926 - giugno o luglio 938 deceduto)
- San Lamberto † (28 agosto 938 - 19 settembre 957 deceduto)
- Abraham von Goerz † (novembre o dicembre 957 - 7 giugno 993 deceduto)
- Gottschalk von Hagenau † (1º settembre 993 - 6 maggio 1006 deceduto)
- Egilbert von Moosburg † (luglio 1006 - 4 novembre 1039 deceduto)
- Nitker † (2 dicembre 1039 - 13 aprile 1052 deceduto)
- Ellenhard † (3 luglio 1052 - 11 marzo 1078 deceduto)
- Meginward † (22 marzo 1078 - 28 aprile 1098 deceduto)
- Heinrich † (28 giugno 1098 - 9 ottobre 1137 deceduto)
- Beato Ottone I d'Austria, O.Cist. † (1138 - 22 settembre 1158 deceduto)
- Albert von Harthausen † (22 novembre 1158 - 11 novembre 1184 deceduto)
- Otto von Berg † (dicembre 1184 - 17 marzo 1220 deceduto)
- Gerold von Waldeck † (20 aprile 1220 - 1230 deposto)
- Konrad von Tölz und Hohenburg † (24 ottobre 1230 - 18 gennaio 1258 deceduto)
- Konrad von Wittelsbach† (aprile 1258 - 29 aprile 1278 deceduto)
- Friedrich von Montalban † (13 gennaio 1280 - 8 dicembre 1282 deceduto)
- Emicho di Wittelsbach † (24 gennaio 1283 - 28 luglio 1311 deceduto)
- Gottfried von Hexenagger † (1º settembre 1311 - 27 agosto 1314 deceduto)
- Konrad der Sendlinger † (3 ottobre 1314 - 12 aprile 1322 deceduto)
- Johannes Wulfing † (23 dicembre 1323 - 25 aprile 1324 deceduto)
- Konrad von Klingenberg † (5 luglio 1324 - 8 aprile 1340 deceduto)
- Johannes Hake † (10 ottobre 1341 - 1349 deceduto)
- Albert von Hohenberg † (7 ottobre 1349 - 25 aprile 1359 deceduto)
- Paul von Jägerndorf † (15 maggio 1359 - 31 luglio 1377 deceduto)
- Leopold von Sturmberg † (aprile 1378 - 5 agosto 1381 deceduto)
- Berthold von Wehingen † (20 settembre 1381 - 7 settembre 1410 deceduto)[7]
- Konrad von Hebenstreit † (23 marzo 1411 - 1412 deceduto)
- Hermann von Cilli † (26 luglio 1412 - 1421 deceduto)
- Nicodemo della Scala † (1421/1422 - 13 agosto 1443 deceduto)
- Heinrich Schlick † (11 settembre 1443 - 15 gennaio 1448 dimesso)
- Johannes Grünwalder † (15 gennaio 1448 - 2 dicembre 1452 deceduto)
- Johann Tulbeck † (9 marzo 1453 - novembre 1473 dimesso)
- Sixtus von Tannberg † (12 gennaio 1474 - 14 luglio 1495 deceduto)
  - Roberto del Palatinato † (8 febbraio 1496 - 1498 dimesso) (vescovo eletto)[8]
- Filippo del Palatinato † (3 dicembre 1498 - 5 gennaio 1541 deceduto)
  - Enrico II del Palatinato † (5 gennaio 1541 succeduto - 31 dicembre 1551 deceduto) (vescovo eletto)[9]
- Leo Lösch von Hilkertshausen † (11 maggio 1552 - 8 aprile 1559 deceduto)
- Moritz von Sandizell † (13 marzo 1560 - 18 ottobre 1566 dimesso)
- Ernesto di Baviera † (20 dicembre 1566 - 17 febbraio 1612 deceduto)[10]
- Stephan von Seiboldsdorf † (4 marzo 1613 - 18 gennaio 1618 deceduto)
- Veit Adam von Gepeckh † (14 maggio 1618 - 8 dicembre 1651 deceduto)
- Alberto Sigismondo di Baviera † (8 dicembre 1651 succeduto - 4 novembre 1685 deceduto)[11]
- Giuseppe Clemente di Baviera † (4 novembre 1685 succeduto - 29 settembre 1694 nominato vescovo di Liegi)[12]
- Johann Franz Eckher von Kapfing und Liechteneck † (2 aprile 1696 - 23 febbraio 1727 deceduto)
- Giovanni Teodoro di Baviera † (23 febbraio 1727 succeduto - 12 febbraio 1744 nominato vescovo di Liegi)[13]
  - Giovanni Teodoro di Baviera † (12 febbraio 1744 - 27 gennaio 1763 deceduto) (amministratore apostolico)
- Clemente Venceslao di Sassonia † (22 agosto 1763 - 14 marzo 1768 nominato arcivescovo di Treviri)[14]
  - Clemente Venceslao di Sassonia † (14 marzo 1768 - 20 agosto 1768 succeduto vescovo di Augusta[15]) (amministratore apostolico)
- Ludwig Joseph von Welden † (12 giugno 1769 - 15 marzo 1788 deceduto)
  - Maximilian Prokop von Toerring-Jettenbach † (15 settembre 1788 - 30 dicembre 1789 deceduto) (amministratore apostolico)[16]
- Joseph Konrad von Schroffenberg, C.R.S.A. † (21 giugno 1790 - 4 aprile 1803 deceduto)[17]
  - Sede vacante (1803-1818)

### Arcivescovi di Monaco e Frisinga
- Lothar Anselm von Gebsattel † (16 febbraio 1818 - 1º ottobre 1846 deceduto)
- Karl August von Reisach † (1º ottobre 1846 succeduto - 19 giugno 1856 dimesso)
- Gregor Leonhard Andreas von Scherr, O.S.B. † (6 gennaio 1856 - 24 ottobre 1877 deceduto)
- Antonius von Steichele † (30 aprile 1878 - 9 ottobre 1889 deceduto)
- Antonius von Thoma † (23 ottobre 1889 - 24 novembre 1897 deceduto)
- Franz Joseph von Stein † (24 dicembre 1897 - 4 maggio 1909 deceduto)
- Franziskus von Bettinger † (23 maggio 1909 - 12 aprile 1917 deceduto)
- Michael von Faulhaber † (26 maggio 1917 - 12 giugno 1952 deceduto)
- Joseph Wendel † (9 agosto 1952 - 31 dicembre 1960 deceduto)
- Julius August Döpfner † (3 luglio 1961 - 24 luglio 1976 deceduto)
- Joseph Ratzinger † (24 marzo 1977 - 15 febbraio 1982 dimesso, poi eletto papa con il nome di Benedetto XVI)
- Friedrich Wetter (28 ottobre 1982 - 2 febbraio 2007 ritirato)
- Reinhard Marx, dal 30 novembre 2007

## Statistiche
L'arcidiocesi nel 2023 su una popolazione di 3.854.586 persone contava 1.770.760 battezzati, corrispondenti al 45,9% del totale.
| anno | popolazione | popolazione | popolazione | presbiteri | presbiteri | presbiteri | presbiteri                | diaconi | religiosi | religiosi | parrocchie |
| anno | battezzati  | totale      | %           | numero     | secolari   | regolari   | battezzati per presbitero | diaconi | uomini    | donne     | parrocchie |
| ---- | ----------- | ----------- | ----------- | ---------- | ---------- | ---------- | ------------------------- | ------- | --------- | --------- | ---------- |
| 1950 | 1.744.574   | 2.057.220   | 84,8        | 2.106      | 1.327      | 779        | 828                       |         | 1.076     | 7.537     | 551        |
| 1970 | 2.288.085   | 2.854.354   | 80,2        | 1.719      | 1.464      | 255        | 1.331                     |         | 713       | 8.007     | 614        |
| 1980 | 2.200.000   | 2.900.000   | 75,9        | 1.717      | 1.235      | 482        | 1.281                     | 35      | 751       | 5.808     | 753        |
| 1990 | 2.090.078   | 2.924.904   | 71,5        | 1.547      | 1.112      | 435        | 1.351                     | 105     | 646       | 4.783     | 755        |
| 1999 | 1.901.570   | 3.269.000   | 58,2        | 1.359      | 944        | 415        | 1.399                     | 157     | 594       | 3.512     | 755        |
| 2000 | 1.885.350   | 3.304.000   | 57,1        | 1.351      | 931        | 420        | 1.395                     | 169     | 588       | 3.218     | 756        |
| 2001 | 1.874.835   | 3.343.000   | 56,1        | 1.349      | 938        | 411        | 1.389                     | 174     | 604       | 3.085     | 757        |
| 2002 | 1.855.153   | 3.392.400   | 54,7        | 1.362      | 936        | 426        | 1.362                     | 188     | 621       | 3.017     | 757        |
| 2003 | 1.840.425   | 3.415.000   | 53,9        | 1.355      | 928        | 427        | 1.358                     | 193     | 617       | 2.926     | 757        |
| 2004 | 1.824.758   | 3.425.000   | 53,3        | 1.344      | 915        | 429        | 1.357                     | 193     | 608       | 2.726     | 757        |
| 2013 | 1.759.896   | 3.603.361   | 48,8        | 1.216      | 806        | 410        | 1.447                     | 255     | 539       | 2.159     | 748        |
| 2016 | 1.732.342   | 3.683.770   | 47,0        | 1.136      | 749        | 387        | 1.524                     | 270     | 516       | 1.832     | 748        |
| 2017 | 1.722.180   | 3.749.860   | 45,9        | 1.089      | 720        | 369        | 1.581                     | 270     | 487       | 1.712     | 747        |
| 2019 | 1.740.300   | 3.789.351   | 45,9        | 1.035      | 682        | 353        | 1.681                     | 263     | 466       | 1.673     | 747        |
| 2021 | 1.764.540   | 3.842.042   | 45,9        | 960        | 606        | 354        | 1.838                     | 285     | 462       | 1.461     | 747        |
| 2023 | 1.770.760   | 3.854.586   | 45,9        | 913        | 580        | 333        | 1.939                     | 290     | 433       | 1.329     | 745        |

## Galleria fotografia

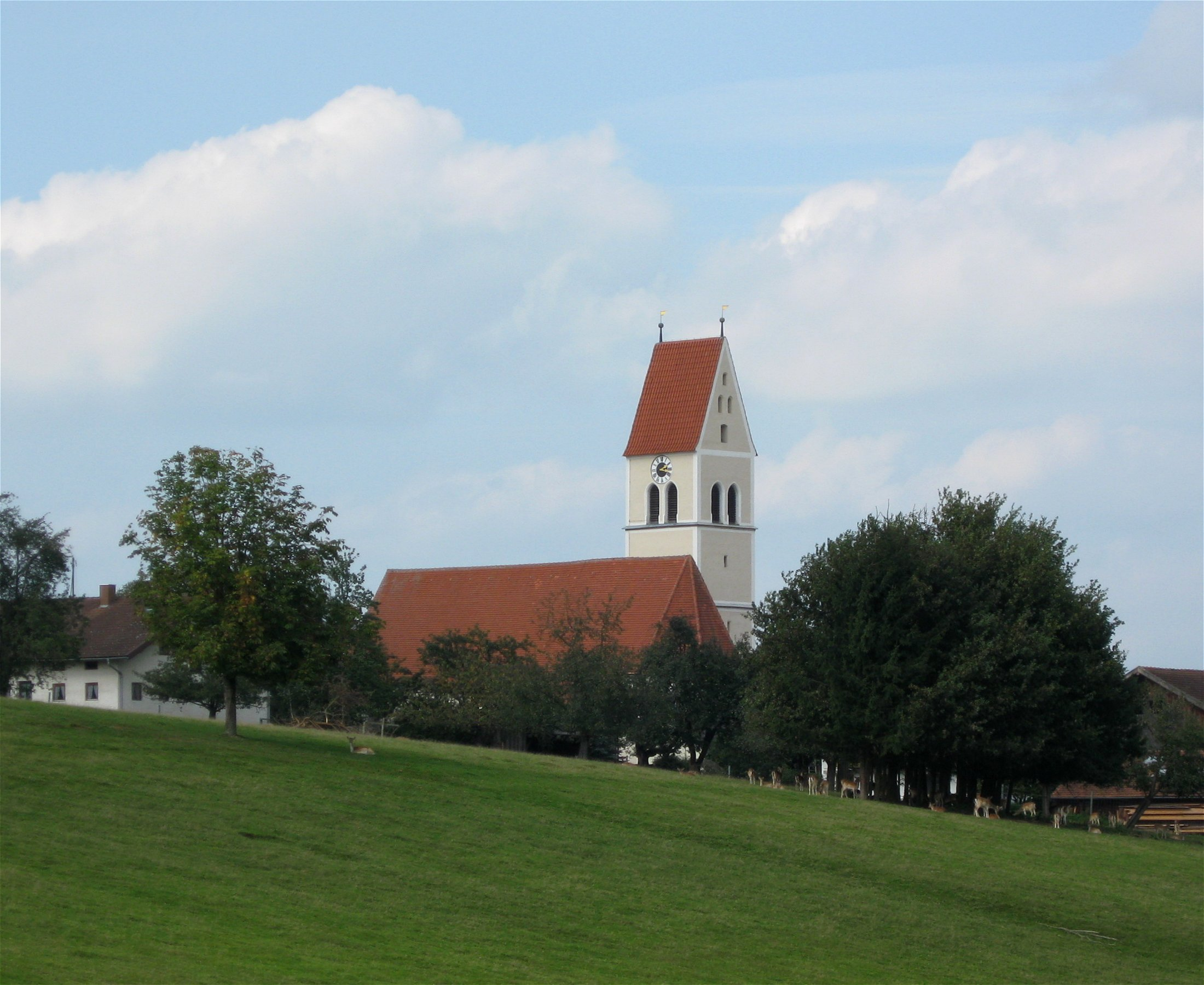
La basilica dell'Assunta a Tuntenhausen
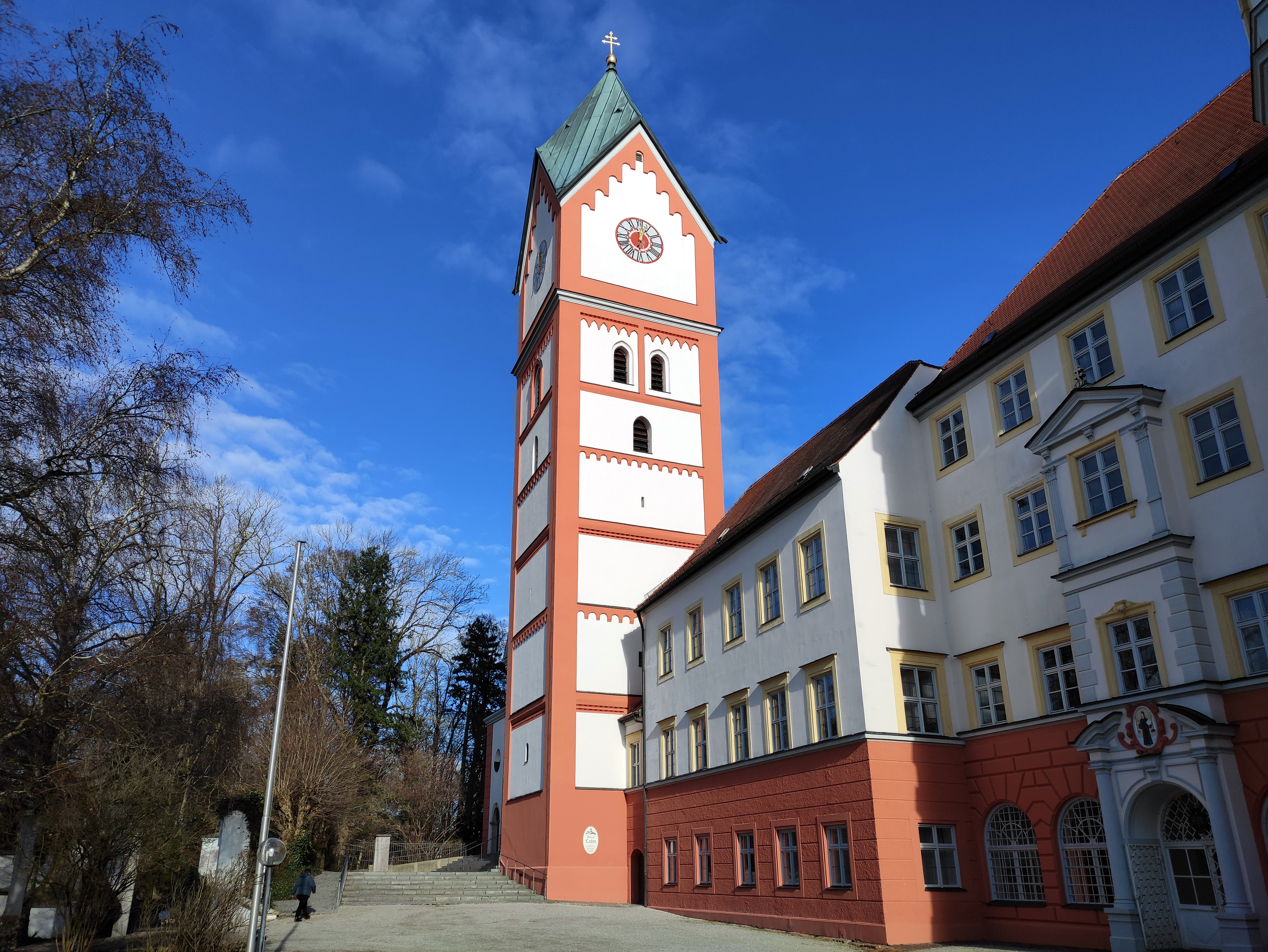
La basilica dell'Assunta e della Santa Croce a Scheyern
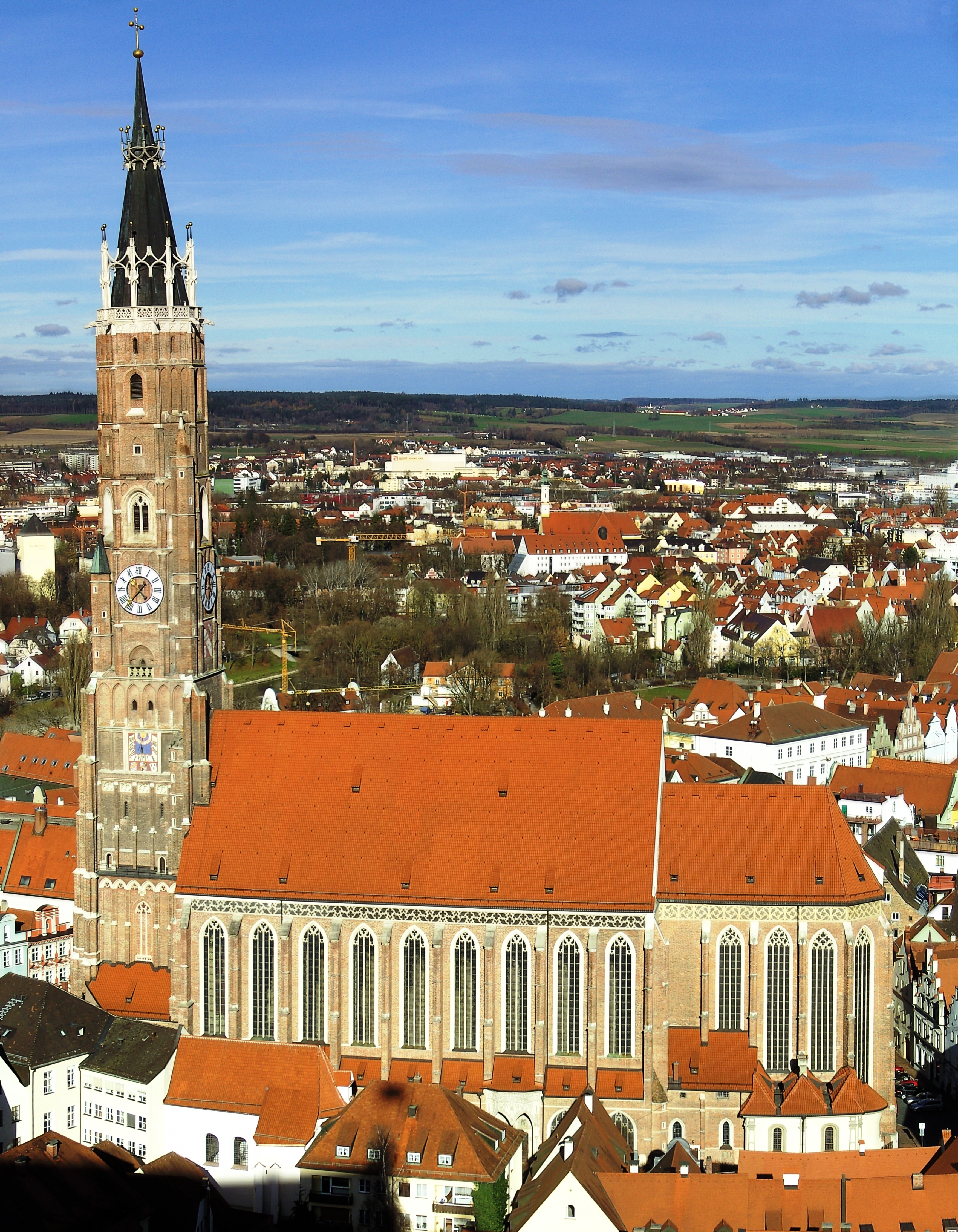
La basilica dei Santi Martino e Castulo a Landshut
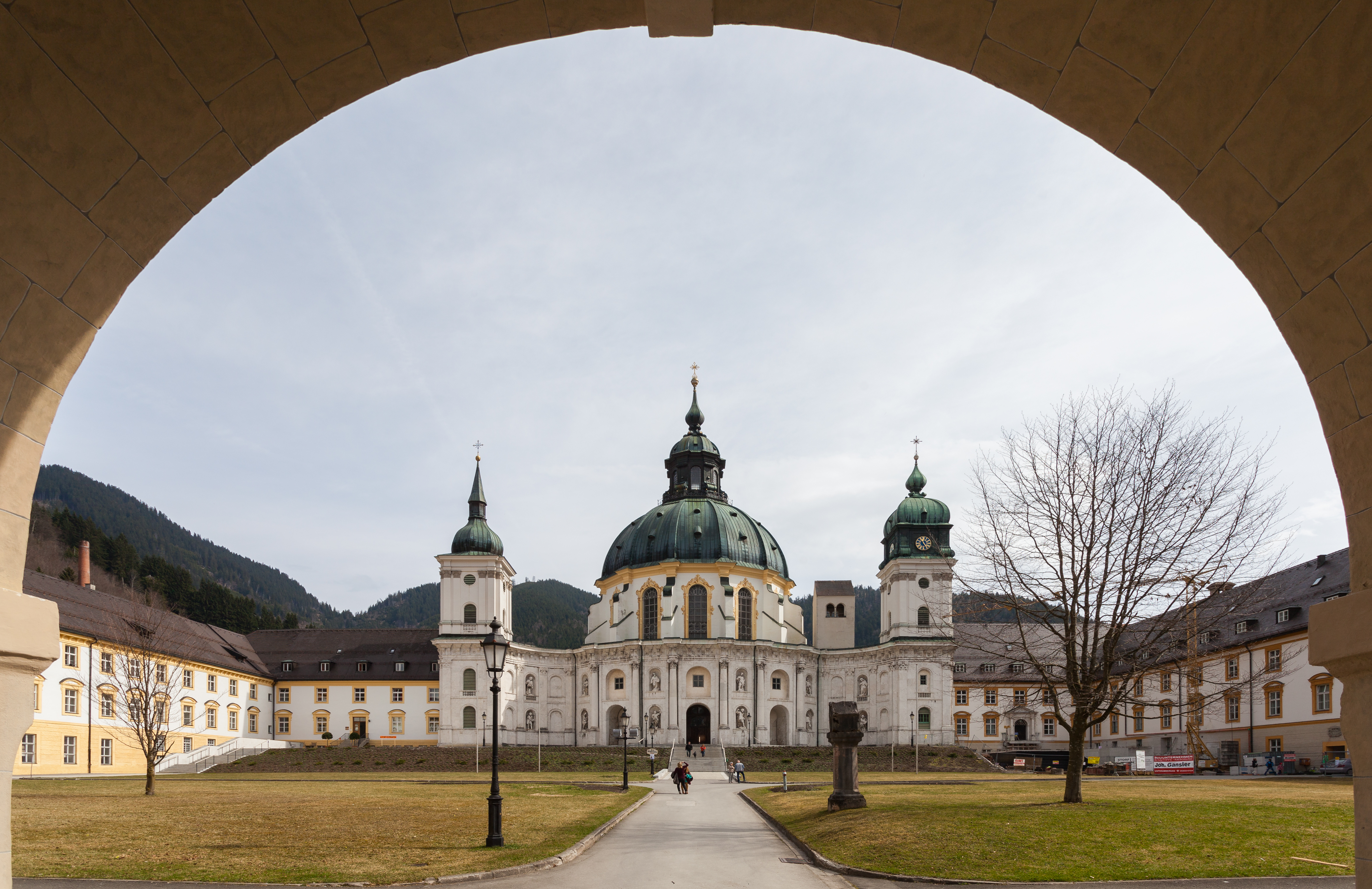
La basilica di Nostra Signora Assunta a Ettal